# NUWARD (réacteur)
Le réacteur NUWARD, abréviation de « nuclear forward », est un petit réacteur nucléaire modulaire (dit PRM ou SMR en anglais pour « small modular reactor ») en cours de développement depuis 2019. 
Il est co-développé par un consortium initialement composé d'EDF, de Framatome (et de leur EPCC commune Edvance), de TechnicAtome, de Naval Group et du CEA. En 2022, Tractebel s'associe à ce consortium. 
Une première version du SMR Nuward consiste en un petit réacteur à eau pressurisée (REP) de 340 MWe (en deux unités conjointes de 170 MWe). L'approche est centrée sur un réacteur très compact et faisant appel à des concepts techniques innovants, comme une chaudière nucléaire intégrée.
À l'été 2024, le projet est restructuré et TechnicAtome quitte le consortium. Une nouvelle version du SMR Nuward est alors à l'étude depuis janvier 2025, consistant en un REP de 400 MWe (pouvant également fournir 100 MW de chaleur pour l'industrie ou le chauffage urbain). Cette version ne ferait appel qu'à des technologies connues et éprouvées.

## Histoire du projet
Le projet est officiellement annoncé le 17 septembre 2019 à la conférence générale annuelle de l’Agence internationale de l'énergie atomique (AIEA) à Vienne. Ce petit réacteur vise à remplacer les centrales électriques brûlant des combustibles fossiles dans le cadre de la transition énergétique et de la réduction des émissions de CO2. EDF présente le premier design du réacteur le 6 avril 2021,. Des discussions ont également eu lieu avec Westinghouse Electric. 
La société NUWARD, filiale à 100 % d'EDF, est créée le 30 novembre 2022 et dirigée par Renaud Crassous,. En 2024, elle compte employer 150 salariés, dont 50 travaillent sur le projet à sa création. 
En mai 2022, Tractebel (bureau d'ingénierie du groupe Engie) annonce rejoindre le consortium afin notamment de participer aux travaux d'ingénierie de l'îlot conventionnel.

## Financement et coût évoqué
Le projet Nuward est financé en grande partie sur fonds propres avant d'être également financièrement soutenu par l'État français à hauteur de 50 millions d'euros dans le cadre du plan de relance économique de 2020-2022. Le plan France 2030 prévoit un financement de 500 millions d'euros. Les coûts de développement évoqués en 2024 à l'horizon 2035-2040 avoisine le milliard d'euros.
Selon la Société française d'énergie nucléaire (SFEN), le coût de construction d'un SMR Nuward serait de l'ordre d'un milliard d'euros.

## Première version (septembre 2019-juillet 2024)

### Caractéristiques techniques
Un SMR Nuward serait destiné à la production d'électricité et composé de deux réacteurs identiques de 170 MWe pour une puissance totale de 340 MWe. La technologie retenue est de la filière des réacteurs à eau pressurisée (REP), maitrisée par EDF car similaire à celle du parc de réacteur nucléaire français.
L'approche initiale d'EDF est centrée sur le développement d'un réacteur compact. Ainsi le SMR Nuward serait dérivé du réacteur compact K15, développé par TechnicAtome et construit par Naval Group pour les sous-marins nucléaires français et le porte-avions Charles de Gaule. La conception de sa « chaudière intégrée » est innovatrice : le cœur du réacteur inclut le pressuriseur et les générateurs de vapeur à plaque à l'intérieur même de la cuve du réacteur. Cette structure permet d'occuper proportionnellement beaucoup moins de place que dans un grand réacteur,.  
Le réacteur prendrait place dans un cube d’eau de 25 mètres de côté et serait semi-enterré pour le protéger des agressions extérieures. La cuve ne ferait ainsi que 4 mètres de diamètre et 13,50 mètres de hauteur, à l’intérieur d’une enceinte métallique de 15 mètres de diamètre et 16 mètres de hauteur, elle-même logée dans une piscine.  
L'aspect modulaire du Nuward doit permettre sa fabrication en série en usine, ainsi qu'un assemblage sur site plus aisé par l'assemblage de modules pré-fabriqués. Des innovations importantes sont apportées en matière de sûreté passive (ne nécessitant ni source électrique, ni intervention humaine) et de simplification d'exploitation,,.  
Il utiliserait le même combustible nucléaire à base d'uranium faiblement enrichi à 3-5 % que les réacteurs de grande puissance français. Ce combustible serait fourni par Orano et Framatome,. 

### Évaluation de sûreté
EDF et ses partenaires comptent soumettre en juillet 2023 un premier dossier d'option de sûreté à l'Autorité de sûreté nucléaire et achever en 2026 la conception et les détails techniques de ce nouveau réacteur, en vue d'une entrée sur le marché vers 2035. La construction du premier réacteur est prévue pour démarrer en 2030,. EDF annonce le 2 juin 2022 que NUWARD fera l’objet d’une pré-évaluation conjointe, menée par l'Autorité de sûreté nucléaire (ASN) française avec la participation des autorités de sûreté nucléaire tchèque (SUJB) et finlandaise (STUK),.
EDF dépose le 19 juillet 2023 le dossier d'option de sûreté (DOS) de NUWARD auprès de l'ASN. Cela ouvre la phase dite de pre-licensing, préparant la demande d'autorisation de création (DAC) prévue pour 2025. D'ici là, l'objectif est d'élaborer le basic design pour un début de commercialisation en 2025.

## Deuxième version (depuisjuillet 2024)
Le 1er juillet 2024, alors que le projet doit entrer en phase de basic design, EDF « décide de faire évoluer la conception de son SMR ». EDF justifie ce choix par les retours des autorités de sûreté nucléaires impliquées dans le développement de Nuward (ASN, STUK, SUJB, etc.),,.
D'une part, les exploitants sont demandeurs de projets peu risqués sur le plan technologique, c'est-à-dire ne faisant pas appel à des concepts innovants encore non maitrisés. Il leur est préféré des « briques technologiques » éprouvées, à choisir « sur étagères ». Ainsi le concept de générateurs de vapeur à plaque directement intégrés dans la cuve du réacteur pose problème, car il n'existe pas sur le marché et présente de nombreux défis de conception. D'autre part, le besoin est exprimé de pouvoir produire de l'électricité mais aussi de la chaleur. À la suite de ce changement de concept, TechnicAtome quitte le développement de Nuward. Le nouvel objectif est de finaliser le basic design du réacteur d’ici mi-2026 et proposer un produit commercialisable dans les années 2030.
Le projet de SMR Nuward est relancé en janvier 2025 après un changement de PDG (Renaud Crassous est remplacé par Julien Garrel). Le SMR Nuward cible deux marchés : 
- la production d'électricité en remplacement de centrales à charbon : la puissance électrique développée est augmentée à 400 MWe, pour un coût de production estimé entre 80 et 100 €/MWh ;
- la cogénération de chaleur : jusqu’à 100 MWth d'une chaleur allant de 150 °C à 280 °C, adaptée aux besoins des industriels et des réseaux urbains de chaleur, et pour un coût de production estimé entre 30 et 50 €/MWh.

### Planning de développement
L'objectif est de réaliser le design pré-conceptuel en 2024, puis le design conceptuel de 2025 à 2026, suivi du design de base de 2026 à 2029 et enfin le design détaillé à partir de 2030. Les premières constructions démarreraient à partir de 2030. Le délai de construction de la première unité dite « tête de série » est estimé à cinq ans, avec une cible de réduction à moins de quatre ans au bout de quatre à cinq réacteurs construits.
Un rendez-vous est fixé en 2026 entre Nuward et EDF afin de confirmer les études de marché, les choix de développement et la recherche de partenaires internationaux.

### Caractéristiques techniques
Les caractéristiques de cette nouvelle version du SMR Nuward s'appuient au maximum sur des technologies éprouvées et facilement constructibles dans les usines de Framatome. Ainsi, le SMR Nuward adopte une architecture de sûreté active (et non plus passive comme initialement envisagé), et reposant sur les technologies déjà mises en œuvre sur le parc nucléaire français historique et les futurs EPR2. Le réacteur sera protégé dans une enceinte de confinement en béton précontraint. Le cœur du réacteur sera fait d’une cuve de taille adaptée, d’un pressuriseur et d'un circuit primaire à deux boucles (à la différences des réacteurs français de 900 MW, qui en possèdent trois, voire quatre pour les réacteurs de 1 300 MW, de 1 450 MW et l'EPR). Chacune des boucles primaires est reliée à un générateur de vapeur et actionnée par une pompe primaire.
La source froide du réacteur sera soit en circuit ouvert (refroidie uniquement par une source d'eau froide), soit semi-fermée avec utilisation d'une tour aéroréfrigérante, selon les contraintes spécifiques du site.

## Réacteurs Nuward en projet

### France
L'objectif initial d'EDF est de commencer à construire un premier réacteur Nuward en France (sur un site non encore défini) à l'horizon 2030, pour une mise en service aux alentours de 2035. 
La présidente de la région Pays de la Loire, Christelle Morançais, manifeste en octobre 2023 son intérêt pour l'implantation d'un exemplaire sur le site de la centrale à charbon de Cordemais, qui doit fermer à l'horizon 2027, de même que Claude Brender, maire de Fessenheim, qui abrite la centrale nucléaire du même nom définitivement arrêtée en 2020.

### Italie
En mars 2023, EDF, Edison, Ansaldo Energia et Ansaldo Nucleare annoncent avoir signé une lettre d’intention en soutien au développement de nouveaux projets nucléaires en Italie.
Dans l'objectif de décarboner sa production d'électricité, la compagnie italienne d'électricité Edison annonce en octobre 2023 envisager la construction de deux SMR Nuward en Italie d'ici à 2030/2040, si les conditions techniques et économiques sont réunies.

### Royaume-Uni
Le Royaume-Uni projette à l'horizon 2050 l'installation de 24 GW de capacité nucléaire sur son territoire, au moyen de nouveaux réacteurs nucléaires de forte puissance (tels les deux EPR d'Hinkley Point C et les deux EPR de Sizewell C), ainsi qu'au moyen de petits réacteurs modulaires. 
Un appel à projets est lancé par le gouvernement britannique début 2023, et en octobre six modèles de SMR sont sélectionnés : le Nuward, l'AP300 de Westinghouse, le BWRX-300 de GE-Hitashi, le VOYGR de NuScale, le SMR-300 d'Holtec, et le SMR de Rolls-Royce. Les offres des différents constructeurs sont attendues pour juin puis juillet 2024, mais le 9 juillet 2024 EDF retire Nuward de l'appel d'offre. Ce retrait fait suite à une remise à plat du concept de base du réacteur survenue la semaine précédente, ne permettant plus selon EDF de tenir les délais imposés par l'appel d'offre britannique,.

## PRM concurrents
Plusieurs autres PRM sont en cours de développement et apparaissent comme des concurrents proches du réacteur Nuward : technologies similaires (réacteur à eau pressurisée (REP) ou réacteur à eau bouillante (REB)), puissances similaire (300 à 400 MWe), stades de développement proches et horizon de construction aux alentours de 2030. On peut notamment citer, :
- le SMR de Rolls-Royce (REP de 470 MW) ;
- l'AP300 de Westinghouse (REP de 300 MW) ;
- le BWRX-300 de GE-Hitachi (REB de 300 MW) ;
- le SMR-300 de Holtec International (REP de 300 MW) ;
- les VOYGR-4 et VOYGR-6 de NuScale (groupement de quatre ou six REP de 77 MW chacun, soit un total de 308 MW ou 462 MW).